# Danske Samfund
Danske Samfund eller Det Danske Samfund var en forening der blev grundlagt i København 1839 af blandt andre N.F.S. Grundtvig, Frederik Barfod, Frederik Hammerich, P.C. Kierkegaard og Orla Lehmann. I "Københavns hvornår skete det" er foreningen noteret som ophørt ca. 1878.

## Grundtvigs Mands Minde-foredrag
Baggrunden for oprettelsen af foreningen var en række foredrag Grundtvig med stor tilslutning havde holdt på Borchs Kollegium fra juni til november 1838. De er senere kendt som Grundtvigs "Mands Minde-foredrag" og udgivet 1877 af sønnen Svend Grundtvig som Mands Minde 1788-1838. Foredrag over det sidste halve Aarhundredes Historie, holdte 1838.
Efter censurdommen i kølvandet på pamfletten mod H.N. Clausen, Kirkens Gienmæle, havde Grundtvig været under skriftlig censur. I årene 1829, 1830 og 1831 havde han med støtte fra kongen været på studierejser til England hvor han blev opmærksom på nødvendigheden af mere frihed for befolkningen., Da hans skriftlige censur så blev ophævet 1837 fik han bevilget lov til at holde de nævnte foredrag i anledning af 50-året for stavnsbåndets løsning.

## Foreningen
Da disse foredrag fik stor tilstrømning, blev Grundtvig i april 1839 opfordret til at danne "et levende folkeligt selskab til fremme af danskhed." Efter nogle prøveforedrag i samme måned enedes man om at stifte en forening. Grundtvig havde haft flere forslag under overvejelse til foreninges navn, blandt andet Den danske Prøve, Almindingen, Holger Danskes Herberge. Man endte med Danske Samfund.
Et nøgleord for Grundtvig var 'levende "Vexel-Virkning" ' for at undgå at deltagerne blot var passivt lyttende. Man skulle også synge moderne sange med historiske emner. Grundtvigs svigersøn P.O. Boisen samlede nogle af disse sange i Viser og sange for Danske Samfund 1840-47, og et af oplagene blev senere første version af Højskolesangbogen fra 1894.,
Møderne fandt sted på tirsdage kl. 19, og Christian 8.'s spioner kunne rapportere, at ved populære talere som Jacob Christian Lindberg og Grundtvig selv måtte man komme en halv time før for at få plads.
Flemming Lundgreen-Nielsen afslutter sin omtale af foreningen med bemærkningen: "... at Grundtvigs aftenskole for det levende ord i hovedstaden blev en generalprøve på folkehøjskolen, Danmarks største pædagogiske succes og måske holdbareste arv fra Guldalderen." Grundtvig gik i første omgang af som formand for foreningen i 1843. 1844 grundlagde Christian Flor folkehøjskolen i Rødding.